# Irxa
Irxa (en rus: Ирша) és un poble (un possiólok) del krai de Krasnoiarsk, a Rússia, que el 2017 tenia 1.292 habitants. Pertany al districte de Zaoziorni.